# 奉公衆
奉公衆（ほうこうしゅう）は、室町幕府に整備された幕府官職の1つである。将軍直属の軍事力で、5ヶ番に編成された事から番衆（小番衆）、番方などと呼ばれた。

## 概要
鎌倉時代の御所内番衆の制度を継承するもので、一般御家人や地頭とは区別された将軍に近侍（御供衆）する御家人である。奉行衆が室町幕府の文官官僚であるとすれば、奉公衆は武官官僚とも呼ぶべき存在であった。後年、豊臣秀吉も奉公衆の制度を設けている。
奉公衆は平時には御所内に設置された番内などに出仕し、有事には将軍の軍事力として機能した。地方の御料所（将軍直轄領）の管理を任されており、所領地の守護不入や段銭（田畑に賦課される税）の徴収や京済（守護を介さない京都への直接納入）などの特権を与えられていた。奉公衆は守護から自立した存在であったために守護大名の領国形成の障害になる存在であったが、在国の奉公衆の中には現地の守護とも従属関係を有して家中の親幕府派として行動する事例もあった。
成員は有力御家人や足利氏の一門、有力守護大名や地方の国人などから選ばれる。福田豊彦の分析によれば、足利一門および守護大名家の庶流（土岐氏の斎藤妙椿のような有力被官も含める）、根本被官・家僚と称される足利将軍家の古くからの家臣、地方の有力国人領主の3つの層に分けられるとされる。また地域的には近江国・美濃国・尾張国・三河国・摂津国や北陸・山陽・山陰の各地方の出身が多く、意外にも摂津以外の畿内出身者は少ないなどの特徴があるとされる。

## 近衆番と小袖番
番衆（番方）には近衆番と小袖番があった。

## 番帳（番文）
室町幕府には出仕勤番を記録した番帳(番文)があった。8代将軍・足利義政時代の奉公衆の編成を記す『御番帳』が現存しており、それによると奉公衆は五番編成で、各番の兵力は50人から100人、総勢で300から400人ほどの人数で、各番が抱える若党や中間なども含めると平均して5,000から10,000人規模の軍事力であったと考えられている。なお、鎌倉公方や古河公方の下にも奉公衆が編成されていたといわれている。所属する番は世襲で強い連帯意識を持っていたとされ、応仁の乱などでは共同して行動している。ちなみに、足利氏にとって重要な拠点のひとつとされていた三河の奉公衆は40人を超えていたといい、国別で最多。

## 沿革
室町時代の初期には南朝や諸勢力の活動をはじめ、幕府内部でも有力守護の政争が絶えず、天授5年/康暦元年（1379年）には康暦の政変で管領細川頼之が失脚している。そこで、3代将軍足利義満は守護勢力に対抗するため、御馬廻と呼ばれた親衛隊整備をはじめる。具体的な成立時期については研究者でも意見が分かれているが、戦国時代の大舘常興は管領細川頼之の命で曾祖父の大舘氏信が番役についての注文を作成したと記していること、康暦の政変が起きる前年の永和4年（1378年）に義満が右大将に任ぜられたり花の御所に移り住んだりして警固体制を強化する事情が生じている事から永和から永徳にかけてその原型が出来、応永の初頭には後世に知られる形が整ったとみられている。彼らは将軍直属の軍事力として山名氏が蜂起した明徳の乱や大内義弘が蜂起した応永の乱などで活躍する。
それでも4代将軍・足利義持の頃にはまだ畠山氏や大内氏の軍事力などに依存しており、6代将軍・足利義教は義満の政策を踏襲してさらに強権を目指した。9代将軍・足利義尚は、文官である奉行衆と共に奉公衆を制度として確立していくが、文明17年（1485年）の4月に発生した奉行衆と奉公衆の抗争に際して義尚は一貫して奉公衆を支持したことで彼らの信望を集めていき、長禄元年（1487年）に近江の六角高頼討伐（長享・延徳の乱）を行った際には、奉公衆が将軍の親衛隊として活動している。大名と将軍の取次役の申次衆から取り立てられる例もあり、政所執事・伊勢氏の一族であった伊勢盛時（北条早雲）も申次衆から義尚の奉公衆に加えられたとされている。ただし、この時期の奉公衆の強化の背景として、応仁の乱以降の混乱で所領支配が困難になった奉公衆の中に帰国して戻ってこなかった者が多く、この欠員を補うために新規に奉公衆を取り立てていかざるを得なかった事情もある。
10代将軍足利義材（義稙）は、延徳3年（1491年）に奉公衆を率いて再度の六角氏討伐を行い、明応2年（1493年）には河内の畠山義豊を討伐するために出陣するが、出陣中に管領の細川政元が将軍廃立を行い（明応の政変）、奉公衆の制度が事実上崩壊し、奉公衆は形骸化していった。ただし、11代将軍になった足利義高（義澄）も、亡命して再起を図った前将軍・足利義材（義稙）も自派の奉公衆の立て直しに努めており、義澄を継いだ12代将軍足利義晴の時代には領国に戻ったり没落した守護大名の庶流家に代わって大舘氏や佐々木流細川氏（大原氏の分家）が番頭になった形跡がある。
13代将軍足利義輝が殺害された永禄の変後、阿波から14代将軍になった足利義栄には義稙以来の奉公衆に加えて義輝の奉公衆だった者が加わる一方、越前に逃れた足利義昭の将軍擁立を図る奉公衆もいた。義昭は織田信長の支援で15代将軍になったが、義栄に味方した奉公衆の多くは追放されたために、安見宗房のように新たに奉公衆に取り立てたり、奉公衆とは別に創設されていた足軽衆の整備が図られた（明智光秀も元は足軽衆の出身であったと考えられている）。
天正元年（1573年）、足利義昭は織田信長によって京都から追放されるが、義昭と行動を共にした奉公衆は全体の2割ほどであったと伝えられ、多くは信長に従ったとされる。また、そもそもの話として、義昭期の奉公衆に対する待遇の悪化と信長が彼らの保護策を義昭に求めたことも対立の一因として考えられている。義昭が京都から追放された後も将軍職は解任されておらず、身分の称号としては存在し続けていたものの制度としての奉公衆は完全に崩壊し、その称号自体も義昭が豊臣政権に従って将軍職を正式に辞任したことで廃止されることになった。
しかし、番の結束力は固さは幕府終末期まで続き、その後も明智光秀の中心的な家臣として石谷氏（斎藤利三）、肥田氏、進士氏など旧奉公衆が参加している。

## 構成員
- 藤原南家乙麻呂流二階堂氏
- 曽我氏
- 肥田氏
- 大草氏
- 大舘氏
- 土佐田村氏
- 三上氏
- 進士氏
- 大原氏
- 垪和氏
- 長沢氏
- 葛山氏
- 湯川氏
- 竹原小早川氏
- 近藤氏
- 東常縁
- 毛利貞元
- 矢部定利
- 中条詮秀
- 遠山直景
- 三淵藤英
- 真木島昭光
- 川勝継氏
- 美濃佐竹氏
- 小笠原家長[注 1][10]
- 波々伯部氏